# Malika Ménard
Malika Ménard (Rennes, 14 luglio 1987) è una modella francese.

## Biografia
È stata incoronata Miss Francia nel 2010, ed ha avuto in seguito la possibilità di partecipare al concorso di bellezza internazionale Miss Universo 2010, dove si è piazzata fra le prime quindici classificate.